# 몽골의 역사
몽골의 역사는 부족 시대 이후 중세 시절 칭기스 칸이 몽골 제국을 세운 일, 그리고 근현대 몽골의 역사까지 다루는 문서이다.

## 개요
현대 몽골인들의 직계 조상은 몽올실위와 더더우위이며, 당시 몽올실위와 더더우위는 약소국으로 흉노, 돌궐, 위구르 등에 지배된 역사로 점철되어 있다. 그러다 튀르크계 위구르 세력이 또 다른 튀르크계 키르기스에 의해 멸망하였고 몽올실위는 독립하게 된다.
1206년 칭기즈 칸의 몽골 부족이 각 부족들을 통합하고 몽골 제국을 건설했다. 14세기 말에 몽골 제국이 멸망하여 북원을 건국하였다. 중국 명나라를 정복한 만주족 청나라의 강희제(재위 1661년 ~ 1722년)는 몽골의 세력을 견제하기 위해 몽골을 내몽골과 외몽골로 분리시켰다. 만주족의 발흥 과정에서 원나라의 옥새를 얻은 누르하치는 몽골 부족들에게 후금과 연합을 제창하였다. 하지만 세력을 견제하기 위해서 지역을 분리시켰다.
1911년 중국에서 신해혁명이 일어나 청나라가 위기에 빠지자, 외몽골은 기회를 잡고 그 해 12월에 혁명(제1차 혁명)을 일으켜 자치를 인정받았다. 1913년 티베트와 우르가(울란바토르)에서 몽장 조약을 체결하였고 러시아에서 10월 혁명이 일어나자 1920년에 국민당이 외몽골의 자치를 철폐시켰으나, 그 해에 반중국·민족해방을 목표로 몽골 인민당이 결성되었다. 1921년에 담딘 수흐바타르가 혁명군을 조직하여 제2차 혁명을 일으켜 독립하였다. 현재 내몽골은 중화인민공화국 내의 영토이며, 외몽골은 1924년 11월 24일에 중화민국으로부터 독립을 받은 뒤에는 현재까지 독립 국가 체제를 유지하였다.
1924년 11월 24일에는 정부 형태를 군주제에서 인민 공화제로 고쳐 국호를 몽골 인민 공화국으로 정하고, 세계에서 2번째로 공산주의 국가가 되었다. 그 후 소련의 영향력이 강화되었으며, 몽골은 중소 국경 분쟁 발생시 소련을 지원하였다. 소련이 해체된 후 1992년 2월 13일에 복수 정당제를 원칙으로 하는 민주주의를 채택하여 계획 경제 체제를 폐기함과 동시에 사회적 시장경제 정책을 도입하여 현재는 민주화를 이룩했다.

## 고대
현재 몽골 지역에서는 대략 85만 년에 호모 에렉투스가 거주하기 시작하였으며, 현생 인류는 후기 구석기 시대인 약 4만 년 전에 몽골 지역으로 이주해 왔다. 이 시기에 만들어진 동굴 벽화들과 유적들이 아직도 남아있으며, 몇몇 유적들은 몇 만년 전에 만들어진 것이기도 하여 높은 고고학적 가치를 지니고 있다.
몽골의 신석기식 농경 거주지는 기원전 5500년에서 3500년 사이에 활발하게 퍼져 나가기 시작하였으며, 심지어 유목 생활이 시작하기 전에 이미 농경 생활이 도입되어 나가고 있었다. 그러나 태생적으로 농경에 적합하지 않은 몽골의 기후와, 상대적으로 척박한 환경 탓에 청동기 시대에 말을 주 가축으로 하는 유목 생활이 전래되자 점차 농경 문화에서 유목 문화로 바뀌어 나갔는데, 가장 대표적인 문화권이 기원전 3500년에서 2500년까지 중앙아시아와 시베리아 지역에 걸쳐 번영을 누렸던 아파나시에보 문화이다. 아파나시에보 문화는 기원전 2200년 전 즈음에 이미 바퀴가 달린 장치들을 고안해 사용하였으며, 이후 오쿠네프 문화, 안드로노보 문화, 카라수크 문화 등으로 발전하였다. 나중에 철기 시대에 들어서자 기원전 209년에 이런 문화권들을 바탕으로 흉노 제국이 들어섰다.

### 중세 - 20세기

몽골 제국의 건국자인 칭기즈 칸

12세기 동안 카묵몽골 내에서 수많은 칸들이 난립하며 혼란이 가중되던 와중에, 테무친이라는 이름의 족장이 마침내 몽골을 하나로 통일하는 데에 성공하며 만주와 알타이 산맥 사이의 광활한 영토를 지배하는 통치자로 떠올랐다. 1206년에 그는 칭기즈 칸이라는 칭호를 획득하였으며, 중원을 정복하면서 그 명성을 널리 알렸다. 이후 그는 몽골 제국을 건설하였다. 또한 몽골군의 강력한 통제 덕분에 일시적으로나마 몽골 주도 하의 평화, 즉 ‘팍스 몽골리카’가 세워지며 동서양의 사람들이 서로 자유롭게 왕래하며 활발히 문물을 주고받기도 했다.
몽골 최후의 칸은 17세기 초의 링단 칸이었다. 그는 중국 도시들을 약탈하는 문제를 두고 만주족과 갈등을 빚었으며, 실정을 연발하며 대부분의 몽골 부족들이 그에게 등을 돌렸다. 링단 칸은 1634년에 사망했으며, 1636년에 이르자 대부분의 내몽골 부족들은 만주족에게 복속되었다. 만주족은 곧 청나라를 세웠으며, 1691년 즈음에는 외몽골 부족들도 모두 청나라에 정복되면서 몽골 전체가 만주족의 통치 하에 들어갔다. 또한 1700년대 중반에는 준가르인들도 청나라와의 여러 차례 전쟁 끝에 결국 복속되었다. 이때 많은 중가르인들이 질병과 전쟁으로 사망했다고 전한다.

### 현대
신해혁명으로 1911년에 청나라가 멸망하자, 당시 복드 칸이 다스리고 있던 몽골 지방도 독립을 선언하였다. 그러나 청나라 대신 들어선 중화민국은 몽골의 독립을 인정하지 않았으며, 당시 총통이었던 위안스카이는 중화민국이 청나라의 계승국이라는 점을 선언하며 몽골을 다시 합병하려 들었다. 복드 칸은 중국과 몽골 모두가 만주족의 통치 하에 한 국가로 잠시 묶였을 뿐이며, 이제 만주족의 청나라가 무너졌으니 같은 국가로 묶여야 할 이유가 없다고 반발하였다.
웅게른슈테른베르크 남작은 몽골을 점령한 이후 독립 세력을 형성하면서 외몽골을 다스리는 군벌 세력으로 떠올랐는데, 아무래도 그가 제정을 지지하던 백군 출신이다보니 이를 눈엣가시로 여긴 소비에트 러시아는 남작을 타도하고 대신 사회주의 정부를 몽골에 세우기 위한 계획에 착수하였다. 소비에트의 지원을 받은 몽골인 사회주의자들은 1921년 3월에 캬흐타 지방을 중국에게서 빼앗아내는 데에 성공하였으며, 7월 6일에는 소비에트와 몽골 군대가 울란바토르를 함락시켰다. 이후 1921년 7월 11일에 몽골은 중화민국으로부터 완전한 독립을 선포하였으며, 결과적으로 향후 몇 십년 동안 소련과 굉장히 밀접한 관계를 유지하게 된다.

#### 몽골인민공화국
1924년에 복드 칸이 인후두암으로 사망하였는데, 일부 자료에서는 러시아 스파이들이 죽였다는 소문도 있었다. 복드 칸 사후, 몽골의 정치 체제에는 대격변이 일었고 얼마 지나지 않아 몽골인민공화국이 수립되었다. 1928년에는 허를러깅 처이발상이 권력을 잡았으며 범몽골주의를 표방하는 정치인들이 대거 떠올랐다. 그러나 소련이 몽골 정치에 깊숙이 개입하고 국제 정치가 복잡하게 돌아가자 범몽골주의도 얼마 지나지 못하고 쇠퇴하였다.
처이발상 총리는 재산의 집단화를 시작하였으며, 불교 사찰들을 파괴하였고 스탈린주의를 몽골에 이식하여 수많은 승려들을 학살하고 정치적 반대파들을 탄압하였다. 1920년대 중반에는 전체 남성 인구의 3분의 1이 승려였고, 20세기 초까지만 해도 대략 750여개의 사찰들이 있었다. 1930년에는 소련이 몽골계 민족들의 단결을 방해하기 위하여 부랴트인들이 몽골로 이주하는 것을 차단하였으며, 스탈린이 주도한 적색 테러에 적극적으로 가담하지 않은 몽골 지도자들은 모두 숙청되었다. 스탈린은 몽골에서 '사회주의 혁명‘을 목적으로 대대적인 정치적 피바람을 일으켰고, 1937년에 시작한 이 피바람에 3만 명이 넘는 사람들이 죽었다. 처이발상 총리마저도 1952년에 소련에서 의문사하였다. 당시 코민테른의 지도자는 ’몽골인들이 중요한 것이 아니라, 몽골 땅이 중요하다. 몽골의 영토는 영국, 프랑스, 독일보다도 훨씬 더 크다‘라고 발언하기도 했다.
1931년에 일본 제국이 만주를 침공하자, 몽골도 일본의 위협을 느끼기 시작했다. 1939년에 소련과 일본 사이에 전쟁이 터졌을 적에, 소련은 몽골인을 강제 징병해서 성공적으로 몽골을 지켜내는 데에 성공하였으며 외몽골과 내몽골을 몽골 소비에트 사회주의 공화국으로 하려고 했지만 미국의 반발로 실패 했다.  소련-일본 국경분쟁에서 몽골은 소련의 편에 서서 일본과 전쟁을 벌였다. 한편 2차 세계대전에 소련-일본 전쟁에서도 몽골이 참전하였고, 1945년 8월에 내몽골과 몽강연합자치정부를 해방시키기 위하여 일본과 전쟁을 벌였다.

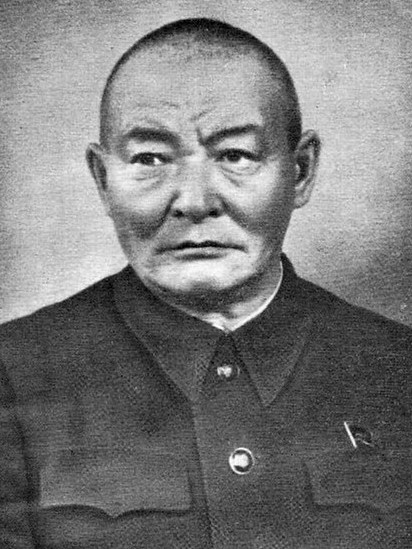
허를러깅 처이발상 몽골인민공화국 총리

#### 냉전
1945년 2월의 얄타 회담으로 소련이 태평양 전쟁에 참전할 적에, 소련은 전쟁이 끝난 이후에도 외몽골이 독립을 유지할 것이라고 공언하였다. 1945년 10월 20일에 몽골인들을 대상으로 국민투표를 한 결과, 100%의 유권자들이 몽골의 독립을 지지하였다.
한편 중국에서 중화민국이 패퇴하고 중화인민공화국이 수립된 이후, 몽골과 중화인민공화국은 1949년 10월 6일에 서로 상호인정하였다. 그러나 당시 아직까지도 UN 안전보장이사회 상임이사국 지위를 유지하고 있던 중화민국은 1955년에 거부권을 행사하여 몽골인민공화국이 UN에 들어오는 것을 막았는데, 이는 그때까지만 해도 중화민국은 여전히 몽골의 독립 자체를 인정하지 않고 자국 영토로 간주했기 때문이었다. 참고로 이는 중화민국이 유일하게 거부권을 행사한 사례였다. 그러다가 1961년에 소련이 아프리카의 신생 독립국인 모리타니가 UN에 가입하는 것에 대하여 거부권을 행사하지 않겠다고 선언하자, 중화민국도 몽골의 가입에 대하여 거부권 행사를 하지 말라는 국제사회의 압박이 거세지자 결국 1961년 10월 27일에 모리타니와 몽골이 함께 UN에 가입하게 되었다.
1952년 1월 26일에 처이발상 총리가 사망하자, 욤자깅 체뎅발 총리가 새롭게 취임하였다. 이후 체뎅발 총리는 약 30여 년 동안 몽골을 통치하였다. 그러던 중 1984년에 체뎅발 총리가 모스크바를 국빈 방문하던 도중에 지나치게 건강이 악화되자, 결국 의회에서 체뎅발 총리를 물러나게 하였으며 그 자리에는 대신 잠빙 바트뭉흐 총리가 취임하였다.

## 같이 보기
- 몽골의 지리
- 중앙아시아의 역사
- 동아시아의 역사
- 국가 독립 연도에 따른 나라 목록
- 몽골의 귀족제
- 몽골의 정치